# Indicatif régional 843
L'indicatif régional 843 est l'indicatif téléphonique régional qui dessert l'est de l'État de la Caroline du Sud aux États-Unis.
Les principales villes couvertes par l'indicatif sont : Myrtle Beach, Charleston, Beaufort, Hilton Head Island, Florence et d'autres parties de la Caroline du Sud incluant le Grand Strand, le Lowcountry, le Pee Dee, et les Sandhills.
L'indicatif régional 843 fait partie du Plan de numérotation nord-américain.

## Historique des indicatifs régionaux de la Caroline du Sud
Jusqu'en 1995, l'indicatif 803 couvrait tout l'État de la Caroline du Sud.
Le 3 décembre 1995, une première scission de l'indicatif 803 a créé l'indicatif 864 qui couvre la partie ouest de la Caroline du Sud.
Le 22 mars 1998, une seconde scission de l'indicatif 803 a créé l'indicatif 843 qui couvre la partie est de l'État.